# بنجامين فرانكلين بيلي
بنجامين فرانكلين بيلي (بالإنجليزية: Benjamin Franklin Bailey)‏ هو مهندس أمريكي، ولد في 1875، وتوفي في القرن العشرين.